# Villafranca Tirrena
Villafranca Tirrena (Bauso ou Bavuso en sicilien) est une commune italienne à l'intérieur du territoire de la ville métropolitaine de Messine, dans la région Sicile. Ce village compte 8 334 habitants et sa côte est baignée par la mer Tyrrhénienne.

## Géographie physique

### Territoire
Au nord, ce village est baigné par la mer Tyrrhénienne, au sud-est l'on trouve le territoire de la ville de Messine, au nord-ouest, le village de Saponara. 
Le territoire de ce village est essentiellement constitué par des collines qui, se rapprochant de la côte, laissent la place à une petite plaine qui est la zone la plus urbanisée. 
La majeure partie du territoire de ce village est recouverte par des vignes, des agrumes et des oliviers.
Ce village est délimité à l'est par le torrent Gallo qui sépare le village de Villafranca de la ville de Messine. A l'ouest de ce Villafranca l'on trouve les torrents Calvaruso et Sainte Catherine ; le premier de ces deux torrents naît au-dessus des collines de Calvaruso et meurt dans la mer Tyrrhénienne, le deuxième naît parmi les collines du village de Saponara et Calvaruso et, arrivé près de Bauso, se jette dans le premier, formant ainsi un seul delta. 

## Histoire
La commune de Villafranca Tirrena fut créée en 1929 en unissant les villages de Bauso, Calvaruso, Saponara et Villafranca. De plus, les villages de Divieto et Serro (qui précédemment faisaient partie de la ville de Messine) furent englobés par cette nouvelle entité publique. Toutefois, en 1952, le village de Saponara se détacha de la commune de Villafranca Tirrena en constituant ainsi à son tour une autre commune.

## Administration
| Période                                  | Période         | Identité                | Étiquette             | Qualité |
| ---------------------------------------- | --------------- | ----------------------- | --------------------- | ------- |
| 15 juin 1988                             | 7 juin 1993     | Santi Vincenzo La Rosa  | Démocratie chrétienne | Maire   |
| 7 juin 1993                              | 1 décembre 1997 | Domenico Battaglia      | Parti civique         | Maire   |
| 7 juin 1993                              | 22 mai 2002     | Domenico Battaglia      | -                     | Maire   |
| 28 mai 1993                              | 15 mai 2007     | Pietro Giovanni La Tona | Maison des libertés   | Maire   |
| 15 mai 2007                              | 8 mai 2012      | Pietro Giovanni La Tona | Parti civique         | Maire   |
| 8 mai 2012                               | en service      | Matteo De Marco         | -                     | Maire   |
| Les données manquantes sont à compléter. |                 |                         |                       |         |

### Hameaux
Serro, Divieto, Castelluccio, Castello, Calvaruso

## Notes et références

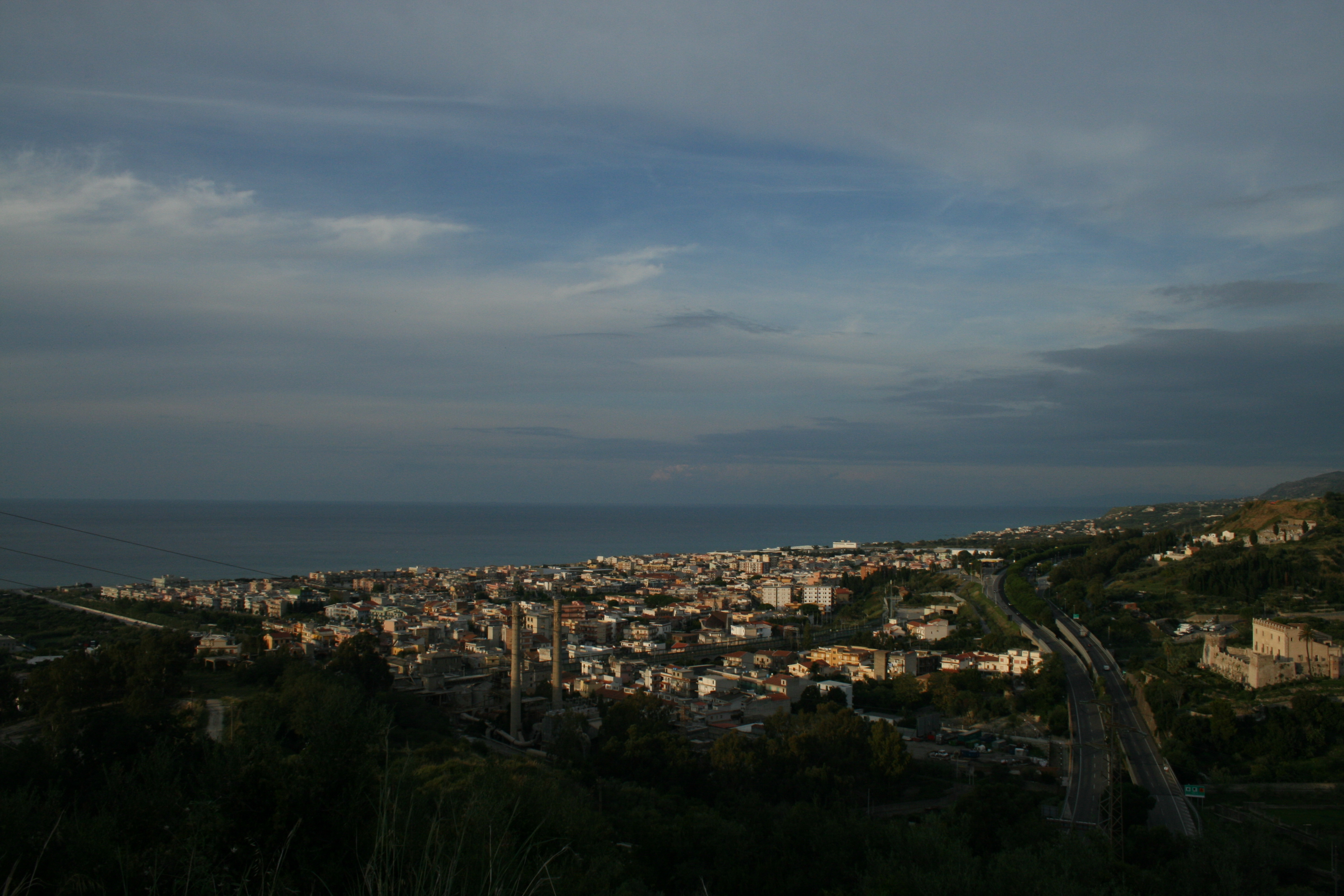

### Communes limitrophes
Messine, Saponara